# Associazione Nazionale Alpini
L'Associazione Nazionale Alpini (A.N.A.) è un'Associazione d'arma fondata nel 1919, con sede in Via Marsala, 9 a Milano. Da giugno 2013 il presidente è Sebastiano Favero.

## Storia

### La nascita del Corpo degli Alpini
L'atto ufficiale di nascita del Corpo degli Alpini è datato 15 ottobre 1872. Fra le pieghe di un decreto reale che prevede l'allargamento del numero dei distretti militari, viene indicato che alcuni siano istituiti in zone alpine con in organico una compagnia distrettuale a reclutamento ed addestramento secondo particolari compiti di montagna.

### 1919: la costituzione dell'Associazione Nazionale Alpini
Al termine della Prima guerra mondiale i reduci, nella certezza di trovare un ambiente di comuni idee e di solidarietà, fra ricordi ancora vividi, commenti e semplici chiacchiere, decisero di costituire un sodalizio fra quanti avessero militato nel Regio esercito come Alpini. Il 12 giugno 1919 si tenne una prima riunione per concretizzare l'idea. Fra le decisioni venne approvato un concetto fondamentale: la possibilità d'iscrizione non solo a quanti avessero svolto servizio militare negli alpini dal 1872 (anno di nascita del Corpo), ai reduci delle guerre coloniali e della Prima guerra mondiale appena conclusa, ma in futuro, anche a quanti sarebbero stati chiamati al servizio di leva negli Alpini. I promotori convocarono l'assemblea costitutiva per la sera di martedì 8 luglio 1919, nella sala dell'Associazione Capimastri di Milano. Vi parteciparono circa una sessantina di reduci alpini. In quella sede si approvò lo Statuto Sociale ed il Consiglio Direttivo. La grande spontanea massiccia adesione e la necessità pratica di incrementare la diffusione, si completò con l'introduzione fra le norme statutarie della possibilità di aggregarsi in Gruppi, normalmente costituiti nei Comuni, con rappresentanza locale della Sezione. Si concretizzò, così, la diffusione su tutto il territorio.

### 1920: il Primo Convegno sull'Ortigara
Fin dalle prime riunioni, i promotori ritennero importante ritrovarsi ogni anno per ricordare e onorare i compagni caduti. Ben lontano dal concetto di Adunata Nazionale che verrà introdotto più tardi, questi Convegni erano indetti in località di montagna già teatro di battaglie degli alpini nel corso della guerra. Il primo Convegno venne organizzato dalla Sede Centrale nei giorni 5-6-7 settembre 1920 sull'Ortigara. Nei tre giorni giunsero oltre duemila reduci alpini, provenienti anche da località dove ancora non si erano costituite Sezioni e Gruppi.

### Il fascismo
Con l'avvento del Regime fascista i Direttivi Nazionali di Sezione e di Gruppo non furono più eletti ma nominati dall'alto ed i Presidenti si chiamarono “Comandanti”. La stessa Associazione fu rinominata 10º Reggimento Alpini, le Sezioni “Battaglioni”, le Sottosezioni “Compagnie”, i Gruppi “Plotoni”, le segreterie "Furerie".
Nel 1928 alla guida dell'associazione arrivò Angelo Manaresi che vi resterà fino al 1943.

### Gli Alpini nella Repubblica Sociale Italiana

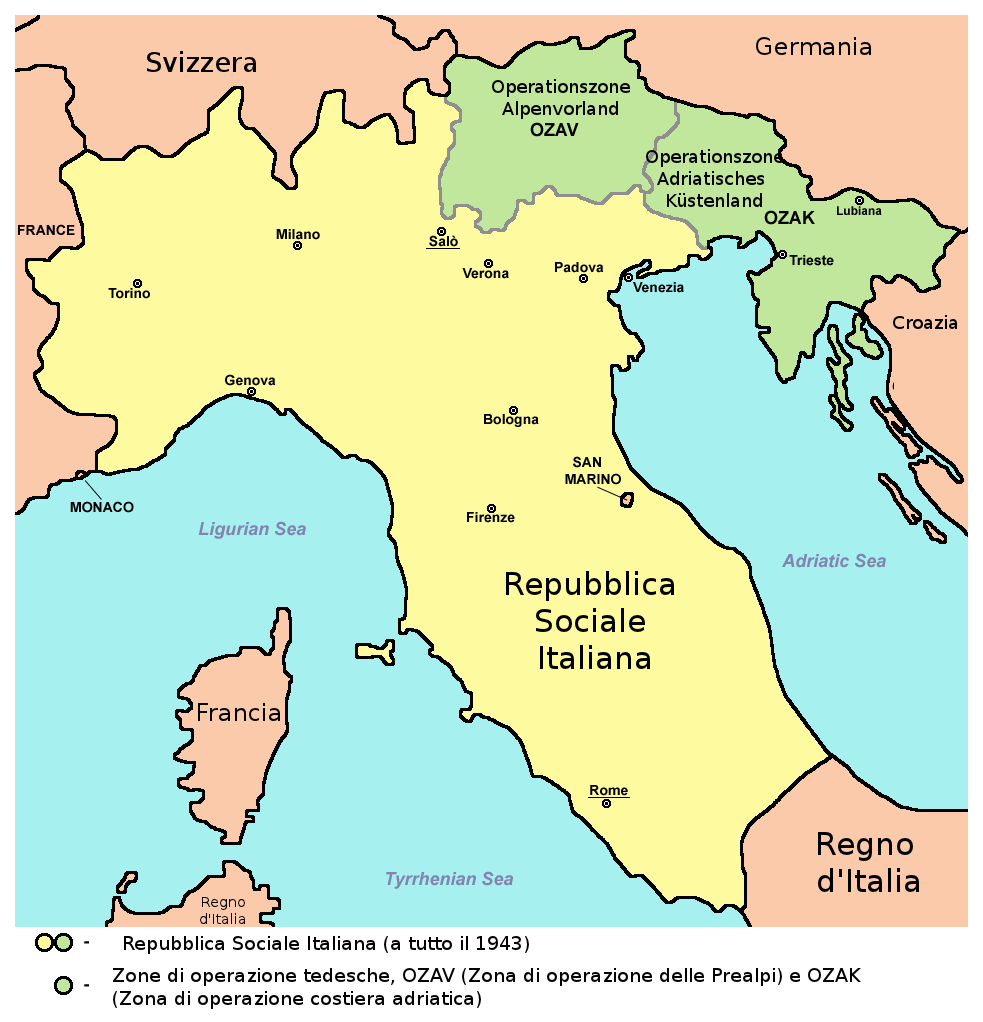
Mappa Repubblica Sociale Italiana 1943.

Al momento della caduta del fascismo, avvenuta il 25 luglio 1943, Angelo Manaresi figurava come ispettore nazionale del PNF e Comandante dell'A.N.A. In quel momento storico Manaresi confermò la sua fedeltà al Re con un telegramma, lasciando nel contempo l’incarico di Presidente dell’ANA. La carica di Comandante dell'A.N.A. rimase vacante fino al 7 settembre 1943 quando fu assunta dal capitano Marcello Soleri che mantenne la direzione sino al 22 luglio 1945.
Durante il periodo dell'occupazione nazista dell'Italia e la costituzione dello stato fantoccio noto come Repubblica Sociale Italiana (RSI), alcuni reparti alpini furono ricostituiti sotto l'autorità del nuovo governo repubblicano fascista. In particolare, la 4ª Divisione alpina “Monterosa”, che fu una delle grandi unità della RSI, inquadrata nelle Forze armate della Repubblica Sociale Italiana, e formata con il sostegno e l'addestramento delle forze armate tedesche.
La divisione fu addestrata nella Germania nazista e successivamente impiegata principalmente nella lotta antipartigiana lungo l'Appennino ligure e tosco-emiliano.
L'adesione degli alpini alla RSI non fu generalizzata e suscitò polemiche anche in seno alla stessa tradizione alpina: molti ex alpini scelsero di non aderire (alcuni subendo il carcere, molti restarono prigionieri in Germania), altri scelsero di unirsi alla Resistenza. Alcuni si arruolarono volontari.
La 4ª Divisione alpina “Monterosa” ricevette le proprie bandiere di guerra della RSI in una cerimonia ufficiale presieduta da Benito Mussolini il 14 luglio 1944 nella Germania nazista in un contesto di forte propaganda ideologica. Secondo la tesi di Benito Mussolini, divenuto Capo di Stato della Repubblica Sociale Italiana (regime collaborazionista instaurato nell’Italia settentrionale fra il 1943 e il 1945 sotto protezione nazista), si doveva riaffermare l'onore perduto delle Forze armate italiane in seguito all’armistizio di Cassibile (divenuto effettivo l'8 settembre 1943).

### Il dopoguerra
Con la Guerra di liberazione, contro la Repubblica sociale italiana e gli occupanti Nazisti, e il conseguente ritorno alla pace nel 1945, anche l'Associazione Nazionale Alpini, riprese gradatamente la rinascita e l'ordinamento originario. Gli ex combattenti iniziarono ad essere affiancati nel sodalizio dai giovani di leva.
Dal piccolo Gruppo alle grandi Sezioni cominciano a delinearsi sempre più spontanee iniziative rivolte alla solidarietà. La svolta decisiva che coinvolge unitariamente tutta l'Associazione avvenne all'indomani del tremendo terremoto che nel maggio 1976 sconvolse il Friuli. La Sede Nazionale chiamò tutti i soci ad un grande gesto di solidarietà realizzando un imponente progetto di soccorso e di ricostruzione al quale gli alpini rispondono con fattivo entusiasmo: per l'impegno ed i risultati raggiunti, all'Associazione venne conferita la Medaglia d'oro al Merito civile.

### Gli anni Ottanta - La creazione della Protezione Civile ANA e l'Ospedale da campo
Nel 1980 l'ANA riceve una medaglia al merito civile per l'impegno profuso in occasione del Terremoto dell'Irpinia.
Con i primi fondi messi a disposizione dalla Associazione Nazionale Alpini ed i primi contributi dello Stato, nel 1986, in occasione dell'Adunata Nazionale degli Alpini a Bergamo, vengono presentate le prime grandi unità dell'Ospedale da Campo dell'Associazione Nazionale Alpini per la Protezione Civile.
Nel 1987 nasce la protezione civile degli Alpini, costituita da circa 13.000 unità.
Seguono piccole e grandi opere di solidarietà. Molte Regioni italiane, colpite da calamità, hanno espresso un riconoscente ringraziamento ai volontari accorsi con generoso altruismo.
Una medaglia di bronzo al merito civile suggella l'impegno per i soccorsi dell'Alluvione della Valtellina e della Val Brembana, a questi interventi ne segue uno nel 1988 in Armenia.
Oltre alla protezione civile in senso stretto, infatti, l'ANA, sempre sulla scorta dell'esperienza maturata in Friuli, si è dotata di un ospedale da campo in grado di portare soccorso qualificato ed efficiente nelle zone disastrate.
Nell'aprile del 1988 il Ministro della Protezione civile inaugura a Milano le strutture del Primo Ospedale da Campo dell'Associazione Nazionale Alpini, ultimato e pronto all'impiego con la nuova sala operatoria formata da shelter assemblati secondo una progettazione esclusiva e da un'ampia antisala, che può essere utilizzata, come peraltro già avvenuto, per soddisfare esigenze importati ed emergenti di presidi ospedalieri nazionali, in sostituzione di sale operatorie temporaneamente inagibili.

### Gli anni Novanta - L'attività dell'Ospedale da campo
In Mozambico nel 1993-'94 gli alpini di leva parteciparono alla operazione umanitaria disposta dalle Nazioni Unite, in un paese sconvolto dalla guerriglia, l'ANA ha costruito un collegio femminile, un centro nutrizionale di accoglienza per bambini sottonutriti e un centro di alfabetizzazione e promozione della donna.
Tra le numerose opere a favore del prossimo l'Associazione ha costruito in due anni di lavoro volontario dei propri soci (1992/'93), un asilo a Rossosch, al posto di quella che fu la sede del comando del Corpo d'Armata alpino nel 1942, durante la campagna di Russia. Per i due anni di lavoro i volontari sono stati 721 suddivisi in 21 turni. Le ore di lavoro sono state 99.643.
Una medaglia d'oro al valore civile in occasione dei soccorsi prestati per l'Alluvione del Tanaro nel 1994.
In occasione dell'alluvione del Piemonte del 1994, ad Asti e Alessandria viene inviata la Colonna Sanitaria Mobile ed allestiti Posti Medici Avanzati nelle due città, operativi per oltre un mese; nel settembre del 1997 in Umbria per il terremoto e nel 1999 in Kosovo.

### Gli anni Duemila - servizio di Protezione civile al Giubileo e alluvioni
Nel 2000 a Roma per il Giubileo; nel novembre del 2000, in seguito ad alluvione e successivo dissesto idrogeologico, a Macugnaga dove sette frazioni sono rimaste isolate.
Una medaglia d'oro di benemerenza concessa dalla Croce Rossa Italiana (Aosta 2003) ed una, recente, medaglia d'argento al merito civile per le attività dell'ospedale da campo dell'Associazione Nazionale Alpini.

#### Nel 2001 il Riconoscimento degli alpini della Repubblica Sociale Italiana
Dopo la Seconda guerra mondiale, l'A.N.A. non riconobbe come "alpini" coloro che avevano prestato servizio nella 4ª Divisione alpina "Monterosa" e in altre unità del governo fantoccio della Repubblica Sociale Italiana, a causa delle implicazioni politiche legate al loro servizio. Il 27 maggio 2001, l'Assemblea dei Delegati dell'ANA deliberò di riconoscere come "alpini" tutti coloro che avevano prestato servizio in reparti alpini, indipendentemente dal periodo storico o dal contesto politico, affermando che avevano adempiuto il comune dovere verso la patria.

#### Bosnia
Su richiesta del vescovo ausiliare di Sarajevo mons. Sudar, è stata condotta a termine nel 2002, per ampliare un istituto scolastico multietnico a Zenica (Bosnia) che ospita studenti delle tre etnie: bosniaca, serba e musulmana.

#### Ossezia, Sri Lanka
nel settembre del 2004 in Ossezia, in seguito alla nota strage compiuta da terroristi nella scuola di Beslan. Infine in Sri Lanka a seguito del tragico tsunami l'Ospedale da Campo è rimasto per oltre sette mesi nella zona di Trincomalee con 144 volontari che si sono alternati in turni, lavorando giorno e notte, per offrire non solo un'assistenza sanitaria di ottimo livello, ma anche un sorriso e tanta umanità ad una popolazione che oltre alle poche cose che possedeva, oltre agli affetti più cari, per colpa dello tsunami aveva perso anche il coraggio di esistere.
Nell'Abruzzo terremotato sono stati impegnati 8.500 volontari della Protezione civile ANA e il 14 novembre 2009 è stato inaugurato il "Villaggio ANA" a Fossa (L'Aquila) dove, grazie alle somme raccolte dall'Associazione e da altri enti, sono state costruite 33 case per gli sfollati del Comune abruzzese. Sempre a Fossa è stata costruita la chiesa di San Lorenzo (inaugurata il 27 novembre 2010) e oltre a numerosi altri interventi effettuati sul territorio del capoluogo abruzzese.

### Dal 2010 al 2020 - la nuova configurazione "Sanità Alpina - Ospedale da Campo"
Con le delibere del 2017 e 2018 il Consiglio Direttivo Nazionale dell'Associazione ha sancito l’unione delle squadre sanitarie di autoprotezione della Protezione Civile Ana e dell’Ospedale da Campo, creando un'unica Sanità Alpina al fine di meglio operare e supportare il Dipartimento nazionale di Protezione Civile e le Forze Armate con i quali si è rafforzata la collaborazione. Questa integrazione, suggellata dalla nuova denominazione dell’Ospedale da Campo in “Sanità Alpina – Ospedale da Campo” e della sua unità operativa ora chiamata “Gruppo d’Intervento Medico Chirurgico Alpino” (Gimca), ha aumentato considerevolmente la funzionalità della compagine sanitaria dell’Ana.
Numerosi interventi sono stati promossi negli anni anche sul territorio nazionale. Nel comune di Ripabottoni (Campobasso) è stata costruita una casa di riposo (2011).
In seguito al terremoto del 2016-2017 l'ANA ha avviato una raccolta di fondi per aiutare le popolazioni del Centro Italia, costruendo edifici polifunzionali a Campotosto (2017), Arquata del Tronto (2019), Accumoli, Preci e una stalla a Visso (2018). Numerosi altri interventi sono stati annunciati a Lucoli, Sefro, Sarnano, Amandola e Camerino.

## Descrizione

### Scopi
Gli scopi dell'associazione riportati all'art. 2 dello Statuto sono i seguenti:
- tenere vive e tramandare le tradizioni degli Alpini, difenderne le caratteristiche, illustrarne le glorie e le gesta;
- rafforzare tra gli Alpini di qualsiasi grado e condizione i vincoli di fratellanza nati dall'adempimento del comune dovere verso la Patria e curarne, entro i limiti di competenza, gli interessi e l'assistenza;
- favorire i rapporti con i Reparti e con gli Alpini in armi;
- promuovere e favorire lo studio dei problemi della montagna e del rispetto dell'ambiente naturale, anche ai fini della formazione spirituale e intellettuale delle nuove generazioni;
- promuovere e concorrere in attività di volontariato e Protezione Civile, con possibilità di impiego in Italia e all'estero, nel rispetto prioritario dell'identità associativa e della autonomia decisionale.

Per il conseguimento degli scopi associativi l'Associazione Nazionale Alpini, che non ha scopo di lucro, si avvale in modo determinante e prevalente delle prestazioni personali, volontarie e gratuite dei propri soci.

### Composizione
L'associazione è così composta (dati al 31 dicembre 2024):
- Italia: 80 Sezioni - 4.245 Gruppi.
- Estero: 29 Sezioni, 5 Gruppi autonomi (4 del Canada e Russia) e 98 Gruppi.
- Totale iscritti: soci (229.327) + aggregati/amici degli alpini (87.933) = 317.260

### Associati
Possono farvi parte tutti coloro hanno prestato servizio nelle truppe alpine dell'Esercito Italiano per un periodo di almeno 2 mesi e coloro che non avendo potuto, per cause di forza maggiore, prestarvi servizio per tale periodo di tempo, vi hanno conseguito una ricompensa al valore, oppure il riconoscimento di ferita od invalidità per causa di servizio.
È possibile inoltre associarsi all'ANA come "Aggregato" pur non avendo prestato servizio nelle Truppe Alpine, l'"Aggregato" che dopo 2 anni di iscrizione, dimostra attività e partecipazione all'interno dell'associazione diviene "amico degli alpini".

### Adunate nazionali
L'Adunata Nazionale degli Alpini è una manifestazione nata nel 1920, a cadenza annuale, che si svolge generalmente la seconda domenica di maggio in una città d'Italia scelta di volta in volta dal Consiglio Direttivo Nazionale dell'ANA per ricordare la prima adunata spontanea tenutasi sul Monte Ortigara, nel vicentino.

## L'Alpino: il giornale dell'ANA
Il mensile associativo L'Alpino viene inviato ai soci esclusivamente in abbonamento ed ha una diffusione di 330.000 copie. Raggiunge gli iscritti in tutta Italia e in tanti Paesi del mondo, dall'Australia al Canada, dalla Svezia al Brasile, al Sudafrica. Ci sono inoltre altre quasi 200 tra testate di Sezione e notiziari di Gruppo: con queste la stampa alpina si colloca - con il suo milione e mezzo di lettori - fra le principali correnti nazionali di informazione, nel rispetto del principio di apartiticità.
Ogni anno i responsabili delle testate alpine si riuniscono in convegno itinerante, per discutere tematiche di interesse associativo. Fra rappresentanti delle testate alpine e osservatori, questo convegno che – grazie al fatto di essere organizzato ogni anno in una diversa località, in aggiunta all'accresciuto interesse associativo nei riguardi del mondo dell'informazione – è divenuto un appuntamento fondamentale per chi scrive sui giornali alpini. È l'unica occasione, infatti, di incontro ma anche di confronto dei direttori dei periodici sezionali e dei notiziari di gruppo, giornali sempre letti con grande attenzione e con spirito critico.
Esiste infine un canale informatico, il portale www.ana.it che contiene, fra l'altro, non solo il numero de L'Alpino del mese in corso ma anche i numeri precedenti. La redazione de L'Alpino cura anche la pubblicazione nel portale delle informazioni sull'ANA e di gran parte delle pagine del giornale.

### Storia deL'Alpino
Nel 1919, quasi contemporaneamente alla fondazione Associazione Nazionale Alpini, tre ufficiali dell'8º reggimento alpini, reduci di guerra, mentre in libera uscita passeggiavano per Udine, ebbero l'idea di pubblicare un settimanale, in formato ridotto, per esaltare le glorie del reggimento, con i suoi battaglioni, il “Tolmezzo”, il “Cividale”, il “Gemona”, e dei battaglioni “Valle” e Monte” che avevano fatto parte dell'8º. I tre ufficiali erano Italo Balbo, Aldo Lomasti ed Enrico Villa e il settimanale era L'Alpino. Le prime 2 500 copie del giornale furono esaurite in poche ore.
Oggi, quelle copie consunte dal tempo, con la testata Liberty e quel sottotitolo “Di qui non si passa”, fanno sorridere; ma sono un pezzetto di storia degli alpini, che sono tutt'uno con la storia d'Italia. Oggi L'Alpino è il mensile ufficiale dell'Associazione Nazionale Alpini, che conta anche 78 testate di Sezione e centinaia di Gruppo. La tiratura di queste testate sezionali varia da alcune migliaia ad alcune decine di migliaia, mentre hanno una tiratura ridotta al numero di iscritti (al massimo alcune centinaia di soci) i giornali di gruppo.
Per quanto riguarda L'Alpino, ha 11 numeri ed è diretto, da luglio 2022, da Massimo Cortesi. I suoi referenti sono i corrispondenti delle ottantuno sezioni, in Italia e all'estero. Come del resto tutte le cariche associative, i collaboratori sono tutti volontari che non percepiscono alcun emolumento (a parte, ovviamente, il personale amministrativo e di segreteria, indispensabile ad una associazione con un così rilevante numero di iscritti).
Le notizie riportate dal mensile associativo riguardano l'attività delle sezioni e dei gruppi, dalle tantissime iniziative locali alla più articolata e complessa opera dei 13000 volontari della Protezione civile dell'ANA. Ma L'Alpino tratta pure problemi e argomenti che, anche se apparentemente non riguardano direttamente la vita associativa, si riflettono pesantemente su tutto il mondo alpino: come il nuovo modello di difesa, con la drastica riduzione dei reparti alpini, e la “sospensione” della leva obbligatoria, problema, quest'ultimo, che trova tutta la stampa alpina schierata in difesa di valori insostituibili, che sono indispensabili non soltanto agli alpini ma a tutto il Paese. Pur affondando nella tradizione, L'Alpino è un giornale moderno anche tecnologicamente. Computer e sistemi avanzati in redazione, stampa esterna d'avanguardia, tempi di chiusura quasi da quotidiano.

### L’Alpinosettimanale televisivo
A fine dicembre 2017 nasce L’Alpino settimanale televisivo, una finestra aperta sul mondo delle penne nere, per rimanere costantemente aggiornati sulle attività e gli appuntamenti dell’Associazione. Il settimanale di informazione è stato realizzato, su iniziativa della Presidenza Ana e del Consiglio Direttivo Nazionale, grazie a Tele Boario, l’emittente della Valcamonica con la quale l’Ana collaborava da tempo in occasione delle Adunate nazionali e degli altri più importanti avvenimenti associativi. Da aprile 2020 il settimanale Tv è prodotto internamente alla redazione de L'Alpino.
L’appuntamento con il telegiornale alpino ha cadenza settimanale e può essere seguito sulle emittenti locali che hanno aderito e che coprono, in tutto o in parte, ben 15 Regioni italiane. Giorni e orari di trasmissione sono scelti dalle emittenti secondo i propri palinsesti, con una o due repliche a settimana, la maggior parte delle volte in prima serata.

## Presidenti
Di seguito è riportata la tabella di tutti i presidenti dell'associazione, dal 1919.
| Presidente                          | Durata carica                       | Regione di provenienza | Grado        |
| ----------------------------------- | ----------------------------------- | ---------------------- | ------------ |
| Daniele Crespi (1878 - 1944)        | 8 luglio 1919 - 30 settembre 1919   | Lombardia              | Maggiore     |
| Carlo Carini (1888 - 1937)          | 30 settembre 1919 - 30 gennaio 1920 | Campania               | Maggiore     |
| Arturo Andreoletti (1884 - 1977)    | 30 gennaio 1920 - 25 marzo 1923     | Lombardia              | Caporale     |
| Angelo Cassola (1874 - 1943)        | 25 marzo 1923 - 18 gennaio 1925     | Lombardia              | Caporale     |
| Giuseppe Reina (1888 - 1950)        | 18 gennaio 1925 - 28 febbraio 1926  | Lombardia              | Caporale     |
| Ernesto Robustelli (1888 - 1939)    | 28 febbraio 1926 - 13 maggio 1928   | Lombardia              | Maggiore     |
| Angelo Manaresi (1890 - 1965)       | 13 maggio 1928 - 25 luglio 1943     | Emilia-Romagna         | Caporale     |
| Marcello Carlo Soleri (1882 - 1945) | 7 settembre 1943 - 23 luglio 1945   | Lombardia              | Caporale     |
| Ivanoe Bonomi (1873 - 1951)         | 10 agosto 1945 - 20 aprile 1951     | Lombardia              | Tenente      |
| Mario Balestrieri (1896 - 1987)     | 24 giugno 1951 - 24 giugno 1956     | Emilia-Romagna         | Tenente      |
| Ettore Erizzo (1895 - 1979)         | 24 giugno 1956 - 4 aprile 1965      | Veneto                 | Tenente      |
| Ugo Merlini (1919 - 1971)           | 4 aprile 1965 - 12 dicembre 1971    | Lombardia              | Caporale     |
| Franco Bertagnolli (1912 - 1985)    | 16 gennaio 1972 - 24 maggio 1981    | Trentino-Alto Adige    | Maggiore     |
| Vittorio Trentini (1912 - 2013)     | 24 maggio 1981 - 20 maggio 1984     | Emilia-Romagna         | Maggiore     |
| Leonardo Caprioli (1920 - 2013)     | 20 maggio 1984 - 30 maggio 1998     | Lombardia              | Tenente      |
| Giuseppe Parazzini (1944 - 2021)    | 30 maggio 1998 - 30 maggio 2004     | Lombardia              | Sottotenente |
| Corrado Perona (1933)               | 30 maggio 2004 - 19 maggio 2013     | Piemonte               | Sergente     |
| Sebastiano Favero (1948)            | 19 maggio 2013 - oggi               | Veneto                 | Tenente      |

## Onorificenze

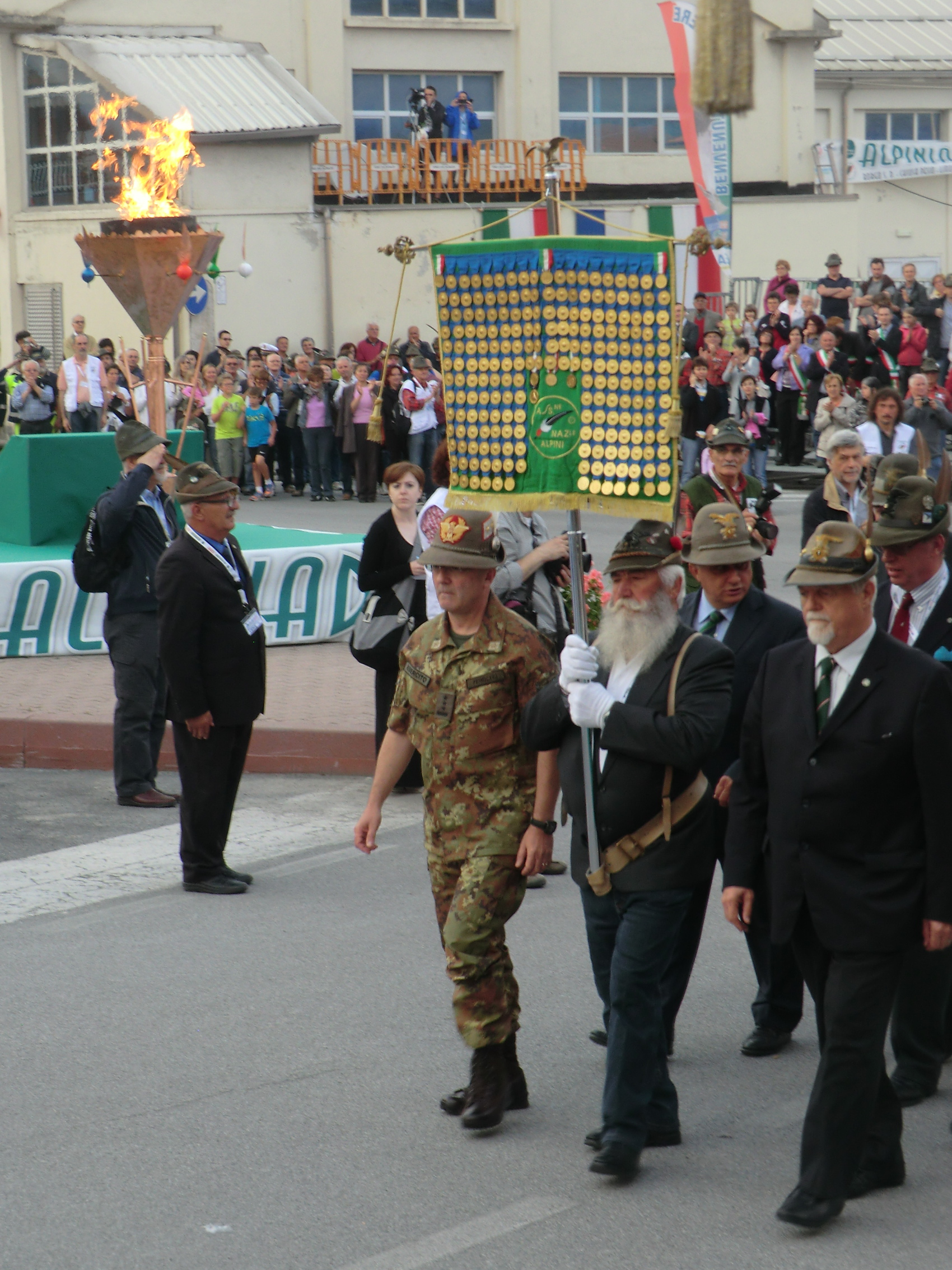
Il Labaro

### Labaro - conferimenti all'ANA, ai reparti e ad individui
Sul Labaro dell'ANA sono appuntate 216 medaglie così suddivise:
- 209 medaglie d'oro al valor militare di cui 16 a reparti e 193 individuali, conferite ad alpini inquadrati nei reparti alpini
- 4 medaglie d'oro al valor civile
- 1 medaglia d'oro al merito civile
- 1 medaglia d'oro al merito della Croce Rossa italiana (2004)
- 1 medaglia di pubblica benemerenza di I classe del Dipartimento della Protezione civile (per l'aiuto in occasione del terremoto del 6 aprile 2009 in Abruzzo).

In dettaglio
- Il 9 maggio 1977 viene concessa la medaglia d'oro al merito civile

- Il 29 novembre 1995 viene concessa la medaglia d'oro al valor civile

- Conferita il 11 ottobre 2010:

- una medaglia d'argento al merito civile per quanto fatto in Italia e all'estero dall'Ospedale da campo ANA[9]
- una medaglia di bronzo al merito civile per gli interventi della Protezione civile dell'ANA in Armenia e in Valtellina sconvolta da una alluvione.

### Medagliere - conferimenti a individui
Sul Medagliere dell'ANA, che non sfila all'Adunata, vi sono 115 medaglie d'oro al valor militare, conferite alle "penne nere", già in forza nei reparti delle truppe alpine, inquadrate in altre unità (non alpine).

## Persone legate all'associazione
- Andrea Adorno
- Italo Balbo
- Ivanoe Bonomi
- Antero Leonardo Canale
- Leonardo Caprioli
- Angelo Manaresi
- Marcello Soleri
- Francesco Vida
- Remigio Vigliero
- Giuseppe Prisco